# Louise Mushikiwabo
Louise Mushikiwabo (Kigali, 22 de mayo de 1961) es una política ruandesa que fue ministra de Asuntos Exteriores y Cooperación de Ruanda de 2009 a 2018 y también portavoz de Gobierno. Fue elegida secretaria general de la Organización Internacional de la Francofonía en octubre de 2018 y tomó posesión del cargo en enero de 2019. Fue reelegida para un segundo mandato en noviembre de 2022. De 2008 a 2009 fue ministra de Información. Estaba considerada una de las miembros más influyentes del gobierno de Ruanda.

## Biografía
Louise Mushikiwabo nació el 22 de mayo de 1961 en Kigali, la capital ruandesa. Su padre era Bitsindinkumi, un tutsi del clan Batsobe; Bitsindinkumi trabajó como labrador, dirigió una pequeña propiedad familiar además de ser contador en una plantación de café colonial. Su madre era Nyiratulira Mushikiwabo. Pasó su infancian en Kigali. Es la más joven de nueve hermanos, entre ellos Lando Ndasingwa, un conocido empresario y político de Ruanda asesinado en 1994 durante el genocidio ruandés.
Después estudiar primaria y secundaria en Kigali, Mushikiwabo estudió en la Universidad Nacional de Ruanda en Butare, al sur del país, en 1981. Se graduó en Inglés en la universidad en 1984 y trabajó brevemente como profesora de secundaria. En 1986, emigró de Ruanda a Estados Unidos, donde inició estudios para graduarse en maestra en Lenguas e Interpretación en la Universidad de Delaware, con francés como su lengua de especialización. A acabar sus estudios en 1988, continuó en Estados Unidos, instalándose en Washington D. C. Inició su carrera trabajando para organizaciones de cabildeo, antes de incorporarse al Banco Africano de Desarrollo (BAFD); en ese periodo vivió en Túnez por un corto periodo de tiempo hasta convertirse en directora de Comunicaciones del banco.
En 2006, Mushikiwabo escribió el libro Ruanda Significa el Universo, junto a Jack Kramer, un periodista americano y ex-marino. El libro tiene elementos autobiográficos descubriendo la historia familiar de Mushikiwabo, sus primeros años y su experiencia emigrando a los Estados Unidos. También describe el genocidio ruandés en detalle, tanto desde una perspectiva histórica como desde el punto de vista personal de Mushikiwabo durante su estancia en Washington al recibir la notícia de que muchos de sus familiares habían sido asesinados.

## Carrera política

### Ministra de Información (2008-2009)
En marzo de 2008, Mushikiwabo recibió la propuesta por parte del presidente ruandés Paul Kagame de regresar a su país y formar parte del gobierno. Fue nombrada ministra de Información, reemplazando a Laurent Nkusi. De inmediato Mushikiwabo asumió la responsabilidad de decidir si debía pasar a la acción contra varias organizaciones de medios de comunicación locales que habían difundido historias difamatorias sobre Kagame. El diario Umuco había publicado un artículo comparando el presidente a Adolf Hitler y el Alto Consejo de Prensa había solicitado suspender la licencia del diario. Nkusi había rechazado la petición, y aunque Mushikiwabo no suspendió oficialmente el periódico, dejó de imprimirse en octubre de 2008. Mushikiwabo en general animó a sus colegas a apoyar la libertad de la prensa, pero también se mostró firme en asegurar que los medios de comunicación cumplieran con las duras leyes de Ruanda sobre el genocidio. En 2009 prohibió temporalmente radio Kinyarwanda retransmitida por la BBC, porque afirmó que había emitido programas "dando campo libre a los genocidas y negacionistas del genocidio". La BBC negó la reclamación, argumentando que ellos y el gobierno tenían interpretaciones diferentes del genocidio.
Además de ser ministra de Información también asumió la portavocía del gobierno durante esta etapa.

### Ministra de Asuntos Exteriores (2009-2018)
El 4 de diciembre de 2009 fue nombrada ministra de Asuntos Exteriores de Ruanda y ocupó el cargo hasta 2018. En varias ocasiones la revista Jeune Afrique la ha incluido entre los "50 africanos más influyentes", considerándola la "número dos del régimen".
Además de las lenguas oficiales de Ruanda habla francés e inglés.

## Otras actividades
- Conferencia de Seguridad de Múnich, miembro del Consejo Consultivo[23]

## Vida personal
Su hermano, Lando Ndasingwa, era el antiguo líder de la oposición asesinado junto a su familia el 7 de abril de 1994. Era el único ministro tutsi en el último gobierno de Juvénal Habyarimana. Su hermana, Anne-Marie Kantengwa, asumió la administración del hotel y del restaurante de su hermano, Chez Lando, después de su asesinato. Mushikiwabo es también la sobrina del sacerdote ruandés Alexis Kagame.